# Крутоярский (Челябинская область)
Крутоярский — поселок в Октябрьском районе Челябинской области. Административный центр Крутоярского сельского поселения.

## География
Расположен на границе с Казахстаном, на левом берегу реки Уй. Расстояние до Октябрьского — 42 км. Ближайшие населённые пункты — посёлок Петровский и деревня Быково.

## История
Основан в 1743 году главой Оренбургской комиссии И.И Неплюевым, как один из опорных пунктов Нижне-Уйской (Звериноголовской) дистанции Уйской пограничной линии, входившей в состав Оренбургской пограничной укрепленной линии. Первоначально гарнизон крепости составлял две роты драгун, а вооружение — 2 медных и 5 чугунных пушек. Материалом крепостных стен и бастионов служили бревна. По периметру крепость была окружена рогатками.
По данным полковника Авдеева (1901 г.) уже в 1758 г. численность населения Крутоярской крепости составляла 572 человека (316 мужчин и 256 женщин). Согласно данным, содержащимся в росписи Тобольской епархии Троицкого заказа Уйской линии 1758 года, службу в крепости несли четвёртая и пятая роты Оренбургского драгунского полка.
13 мая 1764 года полк получил название полевой Оренбургский драгунский полк, а в конце 1768 года все подразделения полка были сосредоточены в Троицкой крепости и с 21 декабря того же года были направлены в Астрахань, а в октябре 1769 г. обращены на  комплектование Московского Легиона.
В период с 1766 года по август 1771 года в крепостях Оренбургской пограничной линии вместо Оренбургского драгунского полка службу несли подразделения Алексеевского пехотного, Шешминского, Сергиевского, и Билярского ландмилицких (с января 1769 года драгунских) полков. В крепостях Нижнеяицкой и Красногорской дистанций нёс службу Сергиевский полк, на Орской и Кизильской дистанциях — Билярский, в крепостях Уйской линии — Шешминский полк. В августе 1771 года вышеперечисленные драгунские полки были расформированы, а их личный состав обращен на формирование 5 гарнизонных батальонов, которым определили штаб-квартиры в Озёрной, Кизильской, Верхояицкой, Троицкой, Звериноголовской крепости и 3 лёгких полевых команд (когорт), которые разместили в Оренбурге, Орске и Троицке.
В июне 1771 года в Крутоярской крепости побывал Николай Петрович Рычков, сын П.И. Рычкова. В своем труде «Дневные записки путешествия капитана Н. Рычкова в киргиз-кайсацкой степи в 1771 г.» изданном Петербургской академией наук в 1772 году, он описывает увиденное так: «В окружностях сего селения не приметил я ничего примечания достойнаго: оно ограждено деревянным замком фигуры четвероугольной, бойницами и башнями, снабденными довольным числом артиллерии. Строения в ней не столь пространны, как в Усть-Уйской крепости, и жители не столь зажиточны, как первые».
31 августа 1771 года был сформирован Звериноголовский пограничный батальон. Звериноголовский батальон нёс службу в крепостях Звериноголовской, Крутоярской и Усть-Уйской.
За время своего существования (чуть больше 65 лет) неоднократно менял своё наименование, организацию и подчинение:
- С 9 января 1797 года назывался  гарнизонным генерал-майора Ангелара полком.
- 5 июля 1798 года становится Звериноголовским гарнизонным батальоном, шефом которого становится полковник (с 22.08.1799 генерал-майор) Гогель 1-й Генрих Григорьевич.
- 4 марта 1800 года из Саратовского, Звериноголовского и Кизильского батальонов был сформирован гарнизонный полк «М», шефом которого назначен генерал – майор Гогель 1-й.
- 30 ноября 1800 года шефом полка становится генерал-майор Корф Николай Федорович.
- 3 июля 1801 года батальон был выделен из полка Корфа как Звериноголовский гарнизонный батальон.
- 4 апреля 1829 года батальон был переименован в Оренбургский линейный №12 батальон.
- 8 мая 1837 года батальон назван Оренбургским линейным № 4 батальоном и передислоцирован в Орскую крепость[5].

Во время Крестьянской войны 1773-1775 гг. на крепость неоднократно совершали нападения казахи Среднего жуза, принимавшие участие в войне на стороне мятежников.
В начале XIX века начинается заселение крепости казаками. Также в казаки зачисляли сосланных за участие в восстании 1830 года поляков.

## Население
| 2002 | 2010 |
| ---- | ---- |
| 1454 | ↘925 |

По данным Всероссийской переписи, в 2010 году численность населения поселка составляла 925 человек (427 мужчин и 498 женщин).

## Улицы
Уличная сеть поселка состоит из 16 улиц и 15 переулков.